# Liste der denkmalgeschützten Objekte in Neukirchen bei Lambach
Die Liste der denkmalgeschützten Objekte in Neukirchen bei Lambach enthält die denkmalgeschützten, unbeweglichen Objekte der Gemeinde Neukirchen bei Lambach in Oberösterreich (Bezirk Wels-Land).

## Denkmäler
| Foto |                 | Denkmal                                                                     | Standort                                              | Beschreibung | Metadaten |
| ---- | --------------- | --------------------------------------------------------------------------- | ----------------------------------------------------- | --- | --- |
| ja   | Datei hochladen | Pfarrhof HERIS-ID: 83067 Objekt-ID: 96934                                   | Neukirchen 1 Standort KG: Neukirchen bei Lambach      | Der Pfarrhof wurde zwischen 1600 und 1634 von Abt Bimmel von Lambach als verputztes, rechteckiges und vierachsiges Gebäude mit Obergeschoß und beidseitig abgewalmten Satteldach errichtet. | BDA-Hist.: Q38179771 Status: § 2a Stand der BDA-Liste: 2025-06-30 Name: Pfarrhof GstNr.: .76                                        |
| ja   | Datei hochladen | Kath. Pfarrkirche hl. Stephan und Friedhof HERIS-ID: 52429 Objekt-ID: 59187 | Neukirchen 2, bei Standort KG: Neukirchen bei Lambach | Die kleine, zweischiffige, spätgotische Hallenkirche mit eingezogenem netzrippengewölbten Chor und mächtigem Westturm mit Zwiebelhelm besitzt eine neugotische Einrichtung.                 | BDA-Hist.: Q26160979 Status: § 2a Stand der BDA-Liste: 2025-06-30 Name: Kath. Pfarrkirche hl. Stephan und Friedhof GstNr.: .73, 389 |